# 日頭遊戲
日頭遊戲是一家位於台灣台北市的獨立遊戲開發團隊，早期主要開發行動平台的遊戲，後期嘗試電腦平台遊戲，代表作為《說劍》和《Carto》。

## 歷史
日頭遊戲的創始人陳禮國和陳嘉祐原本在一家遊戲公司就職，2008-09年歐美開始流行獨立遊戲加上就職公司轉型不符合兩人發展方向，兩人於是辭職成立獨立開發團隊。2012年兩人成立日頭遊戲，成立初期兩人充滿信心，不過在持續半年的開發工作之後，兩人就意識到獨立遊戲的製作並不容易，人手和技術力不足，讓他們只能「邊做邊學」。日頭遊戲的第一個開發的遊戲名為《策馬入山林》，遊戲的靈感源於2012年開始播放的日劇《平清盛》，陳嘉祐受到日劇啟發，於是想製作一款騎馬射箭的遊戲。兩人在不支薪水的情況下進行開發，為了節省成本，團隊沒有辦公室，兩人使用遠程辦公，只有在週末時相約咖啡館進行開發會議。其中陳嘉祐就數次在開發停滯的時候，為了賺取生活費用而去找工作。2013年7月《策馬入山林》發佈時，兩人的信心幾乎消磨殆盡，不過之後遊戲獲得媒體的肯定和玩家的支持，鼓勵他們繼續進行開發。
團隊開發的第二款遊戲《說劍》時，陳禮國拉來了從Game Jam認識的李權鋒參與開發。由於團隊沒有做好專案管理，原定兩個月的開發時間，最後變成了兩年。團隊在開發初期沒有設計關卡編輯器，導致後期調整時每次都要每個關卡手動調整。2016年2月《說劍》發佈，該作也和前作一樣獲得較高的評價，不過兩款遊戲的銷量並不理想，團隊認為都屬於「叫好不好座」。2017年團隊吸取之前教訓，在新開發遊戲中增加開發人手和加強專案管理。考慮到手機遊戲市場飽和，團隊開發遊戲風格不合適手機遊戲的碎片化遊戲體驗，團隊決定第三款遊戲轉換發行平台。2020年10月《Carto》發佈，遊戲登錄PC、任天堂 Switch、PlayStation 4與Xbox One平台，是團隊首個登錄遊戲主機和電腦的跨平台遊戲。

## 開發遊戲
| 遊戲名稱       | 發售日期       | 備註  |
| -------------- | -------------- | ----- |
| 《策馬入山林》 | 2013年7月23日  | [ 3 ] |
| 《說劍》       | 2016年2月18日  | [ 7 ] |
| 《Carto》      | 2020年10月27日 | [ 8 ] |

## 外部連結
- 日頭遊戲的X（前Twitter）
- 日頭遊戲的Facebook專頁